# Xiang Jiang (Wu Jiang)
Der Xiang Jiang (chinesisch 湘江, Pinyin Xiāng Jiāng) ist ein Fluss in der chinesischen Provinz Guizhou. Er fließt durch die Stadt Zunyi.
Er ist 137 km lang und mündet linksseitig in den Wu Jiang, einen rechten Nebenfluss des Jangtsekiang.